# 加茂町 (米子市)
加茂町（かもちょう）は、鳥取県米子市の町名。郵便番号は683-0823。1 - 2丁目がある。

## 地理
米子市の中央部、米子市街地の中心部。

## 歴史

### 沿革
はじめ米子町、1927年（昭和2年）から米子市の町名である。もとは米子町宮ノ町、堀端町の各一部である。1935年（昭和10年）、一部が久米町となり、残余が加茂町1 - 2丁目となった。

### 宮ノ町・堀端町
宮ノ町（みやのちょう）、堀端町（ほりばたちょう）は、江戸期は米子城の武家地だった。宮ノ町の明治初年の戸数は14戸、人口は54人。1889年（明治22年）から米子町に所属、1915年（大正4年）に加茂町となった。堀端町の明治初年の戸数は29戸、人口は123人。1889年（明治22年）から米子町に所属、1915年（大正4年）に西町・加茂町となった。

## 区長
加茂区区長は以下の通り。
- 1893年中当選 小原盛人[2]
- 1903年中当選 倉敷蔵登[2]
- 1904年中当選 中村貞雄[2]
- 1908年中当選 高濱萬佐起[2]
- 1914年中当選 大西浩[2]
- 1917年中当選 落合恒雄[2]
- 1921年中当選 矢瀧近蔵[2]
- 1922年中当選 中川庄太郎[2]
- 1926年中当選 吉田與三郎[2]
- 1927年中当選 瀬尾亀三郎[2]
- 1930年中当選 梶田長三郎[2]
- 1934年中当選 渡辺宗三郎[2]

## 経済

### 産業
店舗・企業
- 山陰合同銀行 米子支店（2丁目）
- 山陰中央テレビジョン放送 米子支社（2丁目）
- 中国電力 米子営業所（2丁目）
- 日ノ丸観光トラベル 米子営業所（2丁目）
- テレビ朝日米子支局（2丁目）
- 米子加茂町郵便局（2丁目、日本郵政グループ）

かつて存在した店舗・企業
- 栗林組（総合建設業、1丁目）[4]
- ごうぎん証券（2丁目）
- ローソン山陰（2丁目）

## 世帯数・人口
世帯数・人口は1923年（大正12年）、116世帯・506人。1955年（昭和30年）、332世帯・1583人（1丁目216世帯・1105人、2丁目116世帯・478人）。
1965年（昭和40年）、330世帯・1292人（1丁目196世帯・851人、2丁目134世帯・441人）。1975年（昭和50年）、240世帯・752人（1丁目172世帯・555人、2丁目68世帯・197人）。
2024年（令和6年）8月31日現在、1丁目は169世帯・256人、2丁目は38世帯・65人。

## 地域

### 施設
- 米子市役所（1丁目）
- 米子商工会議所（2丁目）
- 金光教米子教会（2丁目）
- 賀茂神社天満宮（2丁目）

## 名所・旧跡
- 中江藤樹先生成長之地碑（2丁目）[6] - 慶長年間に加藤貞泰の家臣として米子へ来た祖父に連れられ、中江藤樹は9歳の時から2年間ほど米子で過ごす[7]。その時の屋敷跡に石碑が建てられた[7]。

## 出身人物

### 歴史上の人物
- 栗木尚謙（鳥取藩士） - 『樵濯集』の著者である。

### ゆかりのある人物
- 青戸辰午（弁護士） - 住所が加茂町1丁目[8]。
- 雑賀愛造（弁護士、公証人） - 住所が加茂町1丁目[9]。
- 河合弘道（米子市長、金光教米子教会長） - 住所が加茂町2丁目[10]。
- 野坂寛治（米子市長） - 住所が加茂町2丁目[11]。
- 栗林力吉（土木建築請負業、栗林組社長[12]、米子市議会議長） - 1944年に栗林組を設立し社長に就任、住所が加茂町2丁目[13]。